# ファティック州
ファティック州（ファティックしゅう、Région de Fatick）は、セネガル共和国の州。州都はファティック市。
セネガルの西部に位置し、北西はティエス州、北はジュルベル州、東はカフリン州とカオラック州、南部はガンビアに接する。西は大西洋に面している。北部にシン川、中部にサルーム川が流れる。
ファティック州の面積は7,010km2、人口906,918人（2023年国勢調査）。

## 歴史
1960年の独立時はシヌ＝サルーム州の一部であった。1984年3月24日、シヌ＝サルーム州はファティック州とカオラック州に分割された。

## 隣接州
- ティエス州
- ジュルベル州
- カフリン州
- カオラック州
- ノースバンク地方

## 下位行政区画
3県に分けられる。

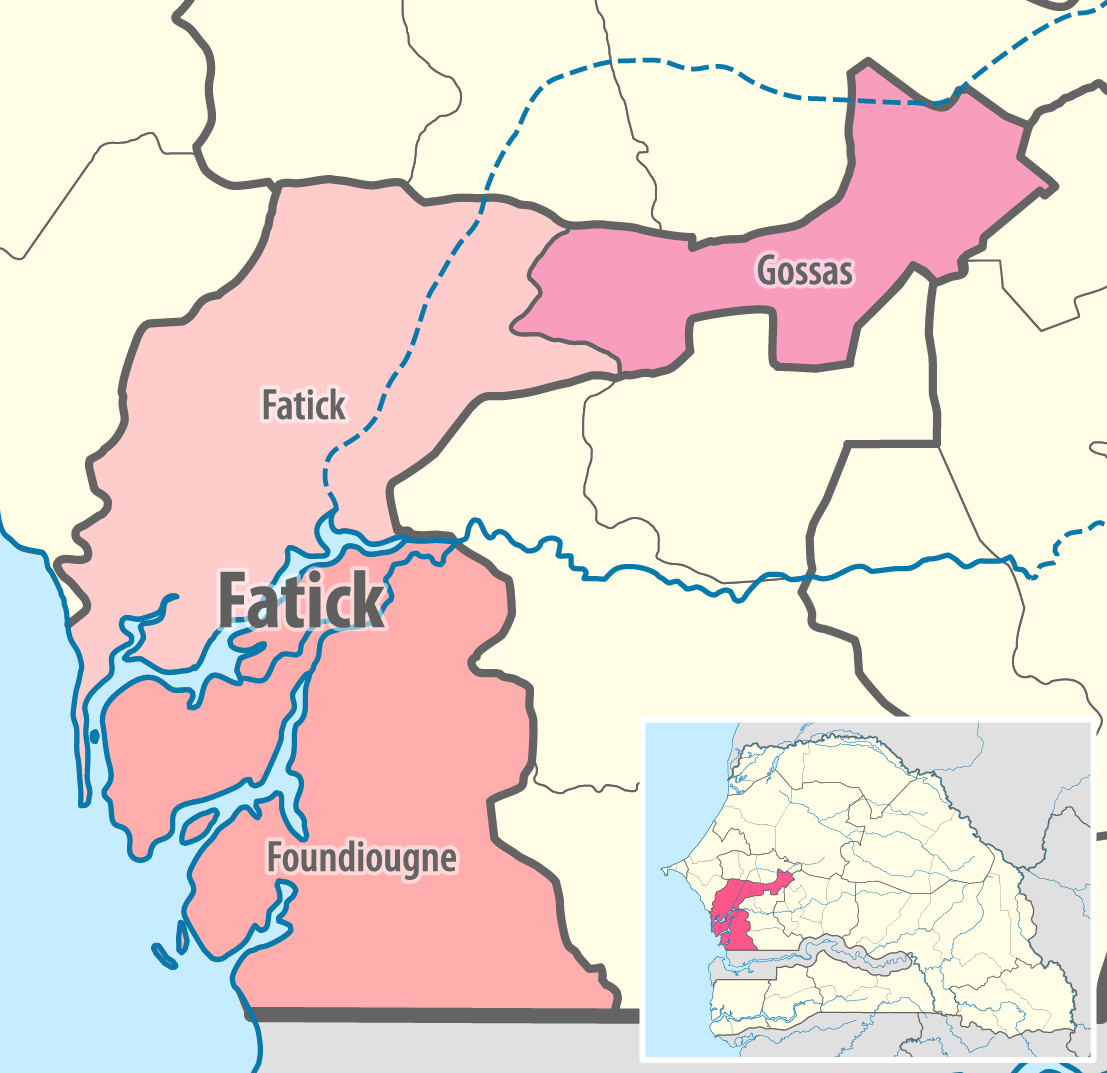
ファティック州の県

- ファティック県 (Département de Fatick)
- フンジュン県 (Département de Foundiougne)
- ゴサス県 (Département de Gossas)

## 主要都市
- ファティック（Fatick）
- ジョフィオール（Diofior）
- フンジュン（Foundiougne）
- パシ（Passy）
- ソコン（Sokone）
- ゴサス（Gossas）
- ギンギネオ（Guinguineo）